# Feedly
Feedly és un lector de RSS que permet organitzar i accedir ràpidament des d'un navegador web o de les seves aplicacions per a telèfons intel·ligents a totes les notícies i actualitzacions de blogs i altres pàgines que el sistema suporta. Entre altres característiques permet ordenar tots els continguts de manera que facilita a l'usuari estalviar temps per no haver de revisar una a una totes les fonts de notícies.

## Història
Al novembre de 2008 Edwin Khodabakchian co-va fundar DevHD, l'empresa busca crear una plataforma que utilitza RSS, emmagatzematge en el núvol i la integració amb mitjans socials per connectar als usuaris amb la informació que trobin interessant. Llançat per primera vegada el 15 de juliol de 2008 i originalment anomenat Feeddo va ser basat en un projecte anterior de DevHD anomenat "Streets", sobre el qual actualment feedly es basa. Feedly va ser al principi optimitzat per treballar amb canals RSS i concebut com una extensió web abans de treballar en plataformes mòbils.